# Royal Dutch Shell
Royal Dutch Shell plc, normalment coneguda simplement com a Shell, és una companyia multinacional de la indústria química i extracció del petroli i gas natural amb seu central a Londres, Regne Unit. És la companyia del sector energètic més gran del món i una de les 6 "supermajors" en el petroli i el gas. A més d'extreure petroli i gas el refina, i el distribueix, també té activitat en el sector dels biocombustibles, hidrogen com a font energètica, energia solar i energia eòlica.
Opera en 90 països, produeix uns 3,1 milions de barrils de petroli per dia i té 44.000 estacions de servei a tot el món. Shell Oil Company és la seva companyia filial als Estats Units.
Va ser creada el febrer de 1907 amb la fusió de les companyies N.V. Koninklijke Nederlandsche Petroleum Maatschappij fundada el 1890, i la Shell Transport and Trading Company Ltd of the United Kingdom.
Del 2005 al 2022, la companyia va tenir la seva seu a la Haia, el seu domicili social a Londres i tenia dos tipus d'accions (A i B). El gener de 2022, l'empresa va fusionar les accions A i B, va traslladar la seva seu a Londres i va canviar el seu nom legal a ''Shell plc''.

## Història

### Orígens
El grup Royal Dutch Shell es va crear l'abril de 1907 amb la fusió de dues companyies rivals: la Royal Dutch Petroleum Company (en holandès: Koninklijke Nederlandse Petroleum Maatschappij) dels Països Baixos i la Shell Transport and Trading Company Limited del Regne Unit. Va ser un moviment impulsat en gran manera per la necessitat de competir globalment amb Standard Oil. La Royal Dutch Petroleum Company va ser una companyia holandesa fundada el 1890 per desenvolupar un jaciment petrolier a Pangkalan Brandan, al nord de Sumatra, i dirigida inicialment per August Kessler, Hugo Loudon i Henri Deterding. La "Shell" Transport and Trading Company (les cometes formaven part del nom legal) va ser una empresa britànica, fundada el 1897 per Marcus Samuel, primer vescomte Bearsted, i el seu germà Samuel Samuel. El seu pare era propietari d'una empresa d'antiguitats a Houndsditch, Londres, que es va expandir el 1833 per importar i vendre petxines marines, d'on l'empresa "Shell" ("Shell" és petxina en anglès) va prendre el seu nom.
Per diferents motius, la nova firma funcionava com una societat cotitzada dual, per la qual cosa les societats que es fusionen mantenien la seva existència legal, però operaven com una societat unipersonal amb finalitats comercials. Els termes de la fusió van donar un 60 % de propietat d'accions del nou grup a Royal Dutch i un 40 per cent a Shell. Tots dos es van convertir en societats de cartera de Bataafsche Petroleum Maatschappij, que tenia els actius de la producció i el refinament, i de l'Anglo-Saxon Petroleum Company, que tenia els actius de transport i emmagatzematge. Les sensibilitats patriòtiques nacionals no permetrien una fusió o presa de possessió a gran escala de cap de les dues companyies. L'empresa holandesa, Koninklijke Nederlandsche Petroleum Maatschappij a la Haia, estava a càrrec de la producció i la fabricació. La British Anglo-Saxon Petroleum Company tenia la seu a Londres, per dirigir el transport i l'emmagatzematge dels productes.
El 1912, Royal Dutch Shell va comprar els actius petroliers russos dels Rothschild. La cartera de producció del grup consistia llavors en un 53% de les Índies Orientals, un 29% de l'Imperi Rus i un 17% de Romania.

### Segle XX

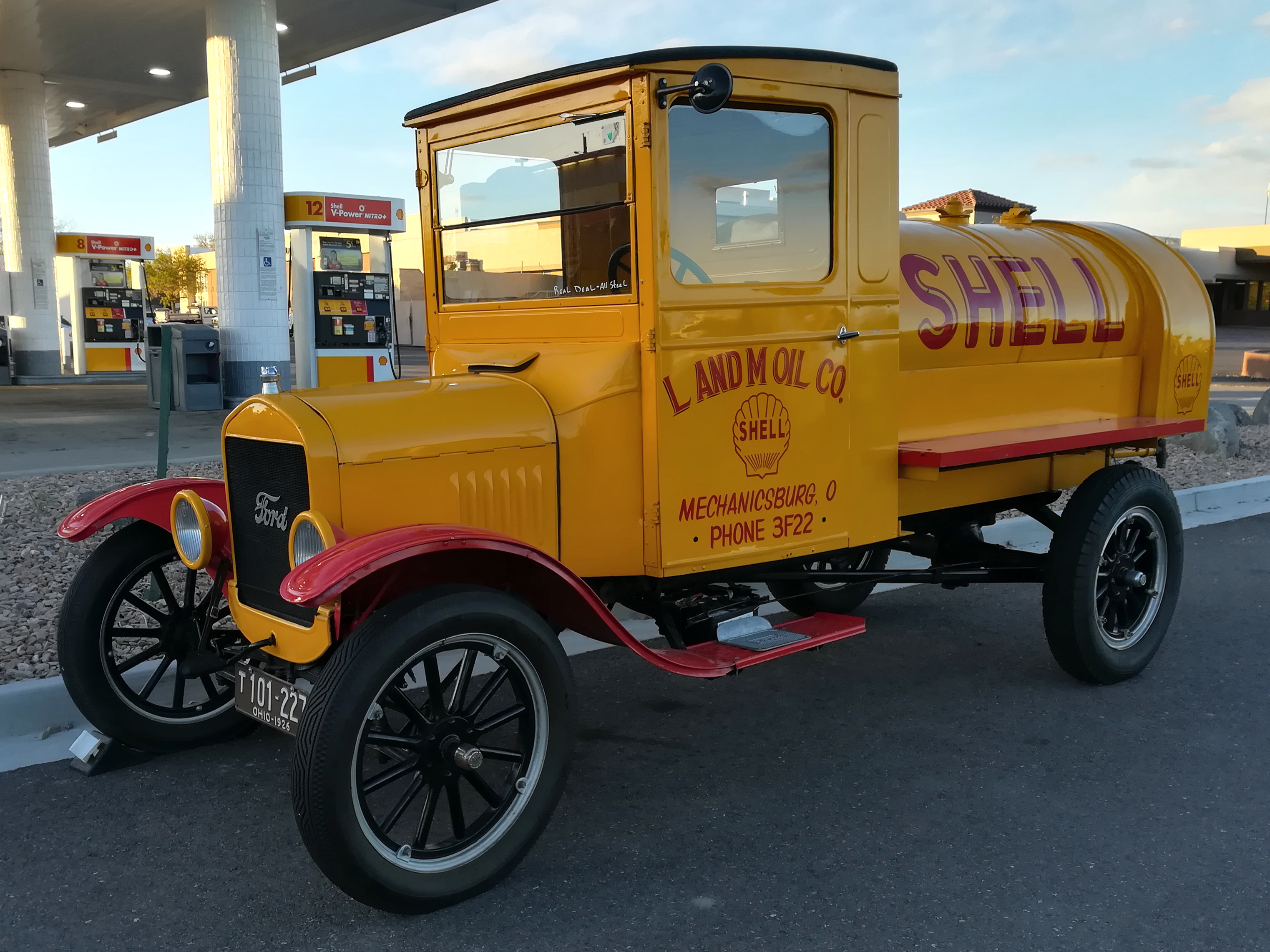
Camió cisterna Shell de 1926 basat en un Ford Model TT

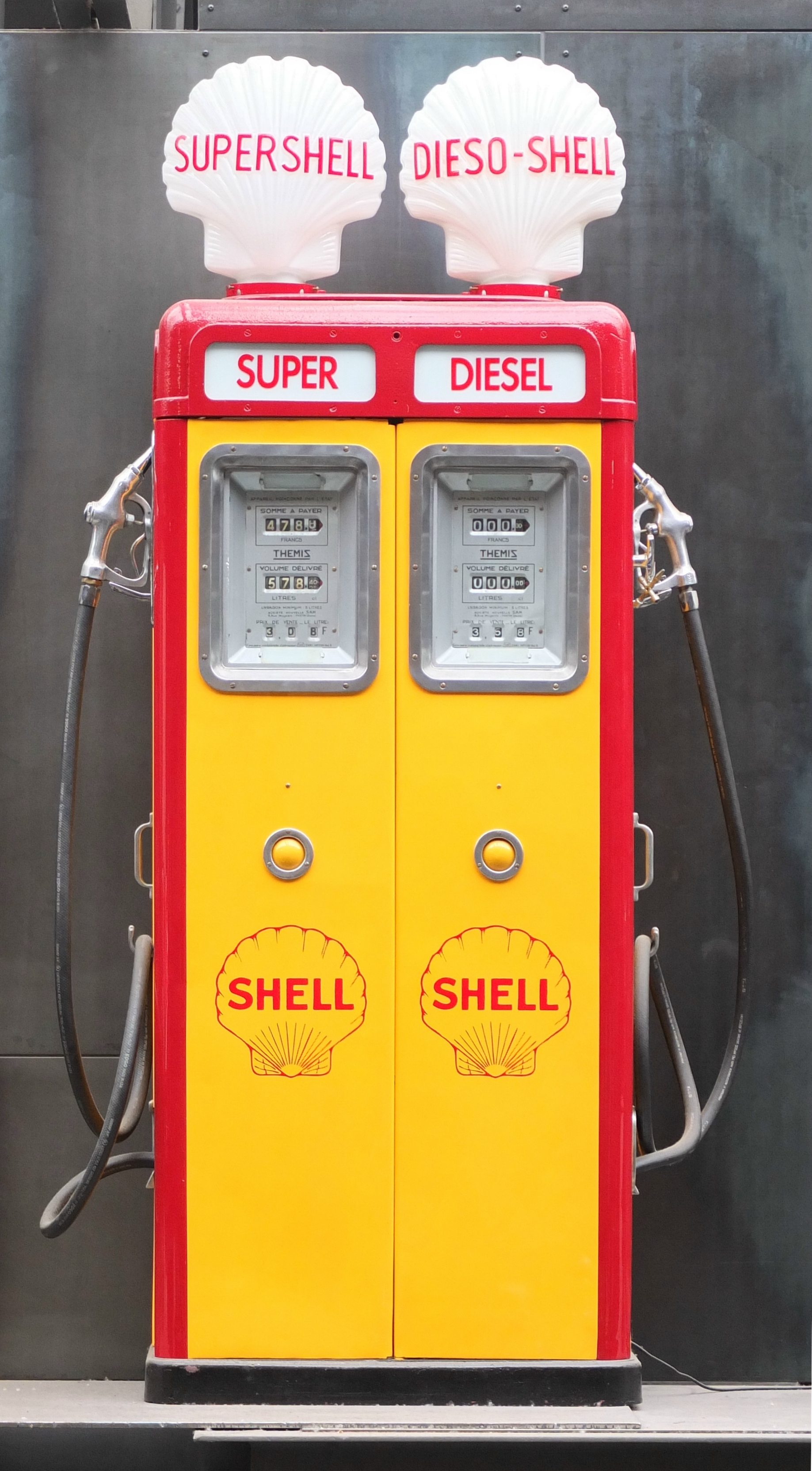
Antiga bomba de benzina (1952)

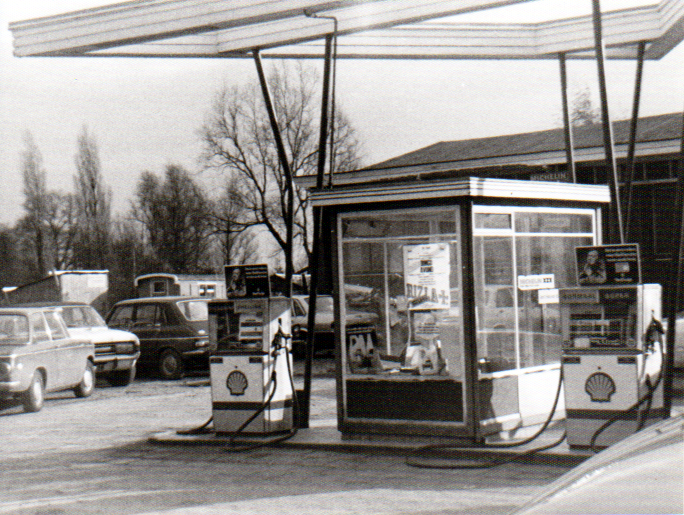
Una estació de servei i un garatge de la Royal Dutch Shell a Mijnsheerenland (Països Baixos) a finals de la dècada de 1970

Durant la Primera Guerra Mundial, Shell va ser el principal proveïdor de combustible a la força expedicionària britànica. També va ser l'únic proveïdor de combustible d'aviació i va subministrar el 80 % del TNT de l'exèrcit britànic. També va oferir voluntàriament tots els seus enviaments a l'Almirallat Britànic.
La invasió alemanya de Romania el 1916 va veure destruïda el 17% de la producció mundial del grup.
El 1919, Shell va prendre el control de la Mexican Eagle Petroleum Company i el 1921 va formar Shell-Mex Limited, que comercialitzava productes amb les marques "Shell" i "Eagle" al Regne Unit. Durant la Conferència de Gènova de 1922, la Royal Dutch Shell estava en negociacions per a un monopoli sobre els jaciments petroliers soviètics a Bakú i Grozni, encara que la filtració d'un esborrany de tractat va provocar la ruptura de les converses. El 1929 es va fundar Shell Chemicals. A finals de la dècada de 1920, Shell era la companyia petroliera líder del món, produint l'11 % del subministrament mundial de cru i posseint el 10 % del seu tonatge de vaixells cisterna.
Shell Mex House es va completar el 1931 i va ser la seu central de l'activitat de màrqueting de Shell a tot el món. El 1932, en part com a resposta a les difícils condicions econòmiques de la Gran Depressió, Shell-Mex va fusionar les seves operacions de màrqueting al Regne Unit amb les de BP per crear Shell-Mex & BP, una empresa que va funcionar fins que les marques es van separar el 1975. La Royal Dutch Company va ocupar el lloc 79 entre les corporacions dels Estats Units pel valor dels contractes de producció militar de la Segona Guerra Mundial.

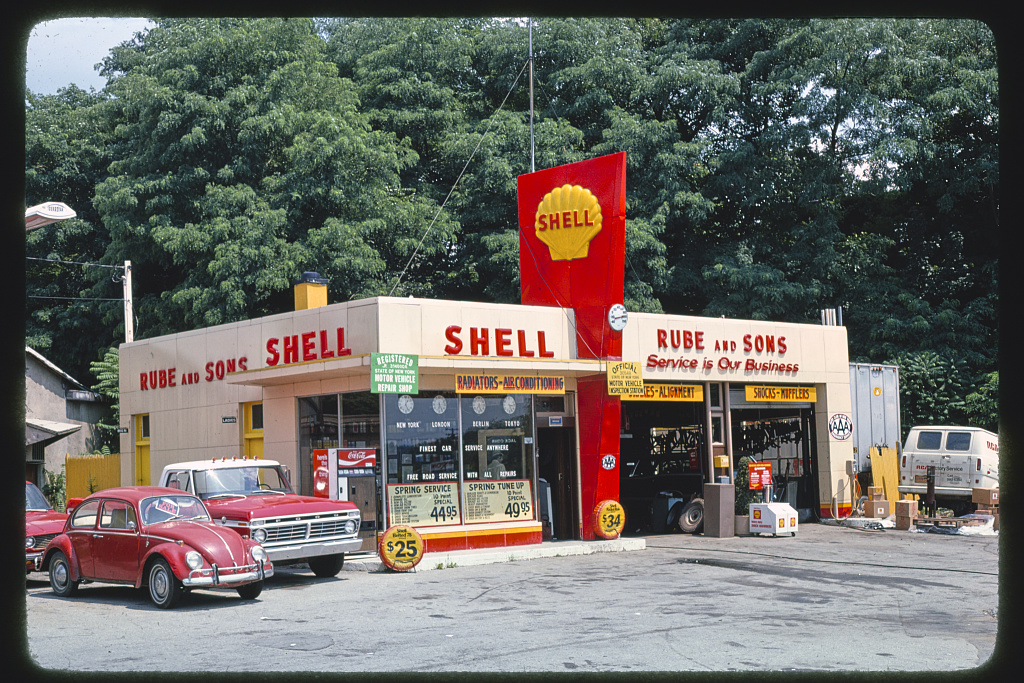
Una benzinera Shell a Kingston (estat de Nova York) el 1976

La dècada de 1930 va veure com els actius mexicans de Shell van ser confiscats pel govern local. Després de la invasió dels Països Baixos per l'Alemanya nazi el 1940, la seu central de les companyies holandeses es va traslladar a Curaçao. El 1945, el quarter general danès de Shell a Copenhaguen, que en aquell moment era utilitzat per la Gestapo, va ser bombardejat pels Mosquitoes De Havilland de la Royal Air Force durant l'operació Cartago.
El 1937, l'Iraq Petroleum Company (IPC), propietat del 23,75% de Royal Dutch Shell plc, va signar un acord de concessió de petroli amb el sultà de Masqat. El 1952, IPC va oferir suport financer per reunir una força armada que ajudés el sultà a ocupar la regió interior d'Oman, una zona que els geòlegs creien rica en petroli. Això va provocar l'esclat de la guerra del Jàbal al-Akhdar a Oman el 1954 que va durar més de 5 anys.
L'any 1952 Shell va ser la primera empresa a comprar i fer servir un ordinador als Països Baixos. L'ordinador, un Ferranti Mark 1*, es va muntar i utilitzar al laboratori Shell d'Amsterdam. El 1970 Shell va adquirir la companyia minera Billiton, que posteriorment va vendre el 1994.
A la dècada de 1990, els manifestants van criticar les pràctiques mediambientals de l'empresa, especialment la possible contaminació causada per la proposta d'eliminació de la plataforma Brent Spar al mar del Nord. Malgrat el suport del govern del Regne Unit, Shell va revertir la decisió sota la pressió pública, però va mantenir que enfonsar la plataforma hauria estat millor per al medi ambient. Shell va publicar posteriorment un compromís inequívoc amb el desenvolupament sostenible, sostingut per discursos executius que reforçaven aquest compromís. Shell va ser criticat posteriorment per la Comissió Europea i cinc membres de la Unió Europea després de decidir deixar part de les seves plataformes petrolieres fora de servei al mar del Nord. Shell va argumentar que eliminar-los seria massa costós i arriscat. Alemanya va dir que les 11.000 tones estimades d'oli brut i toxines que quedaven a les plataformes s'acabarien filtrant al mar, i ho va anomenar "bomba de rellotgeria".
El 15 de gener de 1999, davant de la localitat argentina de Magdalena, a Buenos Aires, el petroler de Shell Estrella pampeana va xocar amb un vaixell de càrrega alemany, buidant el seu contingut i contaminant el medi ambient, l'aigua potable, les plantes i els animals. Més d'una dècada després del vessament, un referèndum celebrat a Magdalena va determinar l'acceptació d'un pagament compensatori de 9,5 milions de dòlars EUA per part de Shell. Shell va negar la responsabilitat del vessament, però un tribunal argentí va decidir el 2002 que la corporació n'era la responsable.

### Segle XXI

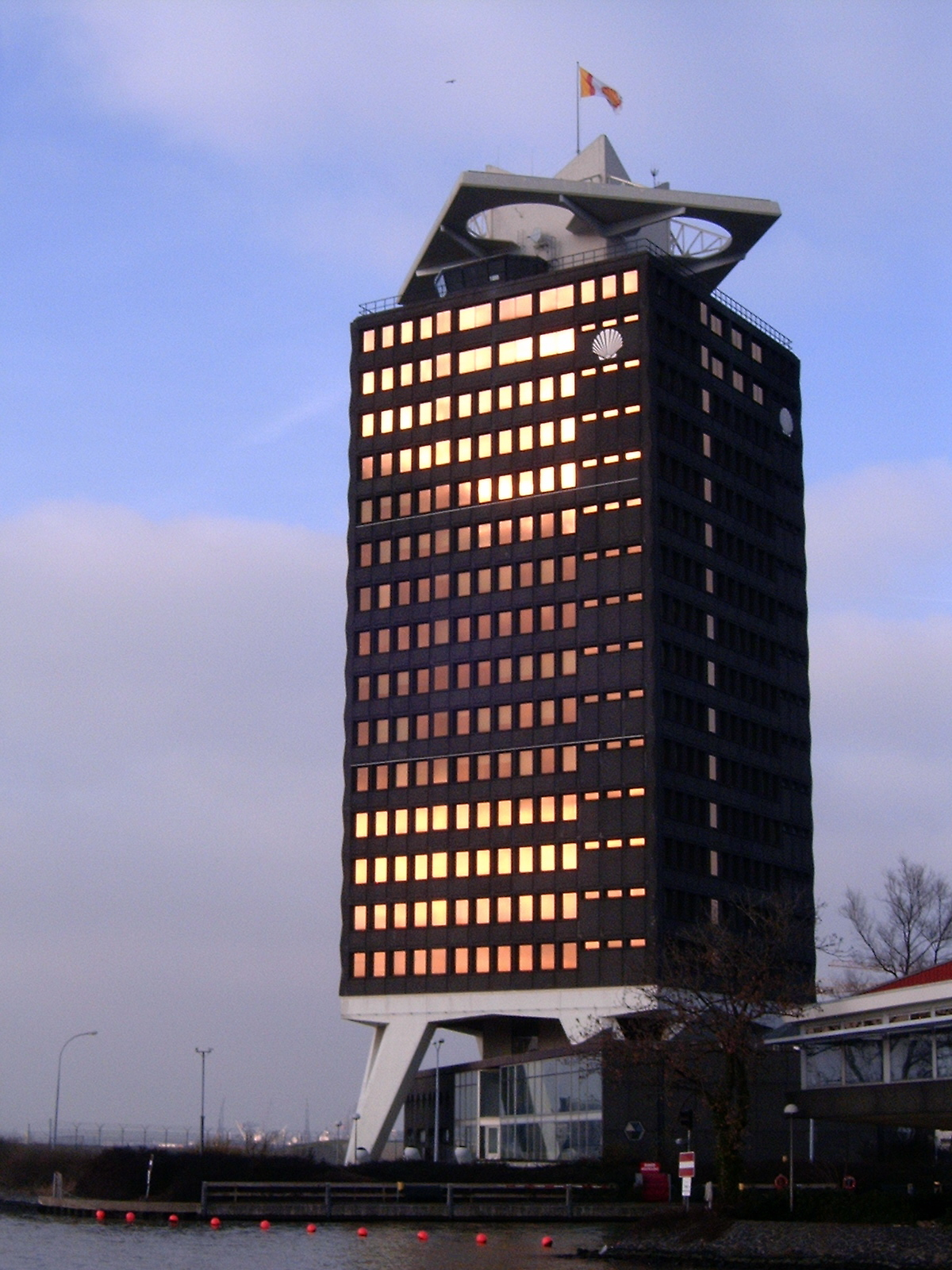
Antic Centre de Recerca i Tecnologia Shell a Amsterdam, c. 2000

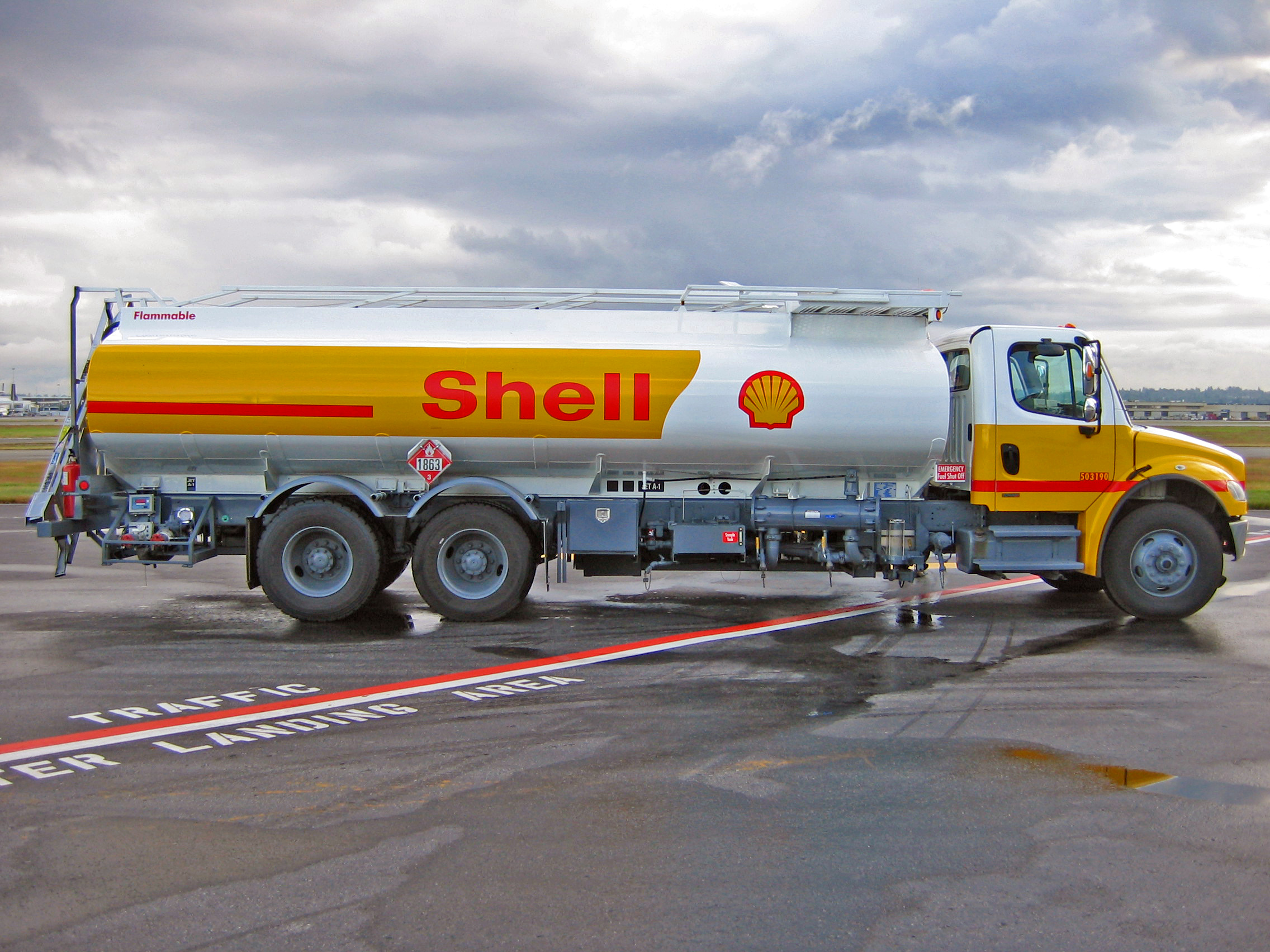
Un camió SHELL JET de proveïment a la rampa de l'Aeroport Internacional de Vancouver (2005)

El 2002, Shell va adquirir Pennzoil-Quaker State a través de la seva divisió nord-americana per 22 dòlars per acció, o uns 1.800 milions de dòlars. Amb l'adquisició de Pennzoil, Shell es va convertir en descendent de Standard Oil. Amb la seva adquisició, Shell va heretar diverses marques de peces d'automòbil, com ara Jiffy Lube, Rain-X i Fix-a-Flat. L'empresa va arribar notablement tard en la seva adquisició tal com van veure els periodistes, i Shell va considerar que racionalitzava els seus actius al mateix temps d'altres fusions i adquisicions importants en la indústria, com la compra d'Amoco per part de BP i la fusió d'Exxon i Mobil.
El 2004, Shell va sobrevalorar les seves reserves de petroli, cosa que va provocar la pèrdua de confiança en el grup, una multa de 17 milions de lliures per l'Autoritat de Serveis Financers i la marxa del president Philip Watts. Una demanda va donar lloc al pagament de 450 milions de dòlars a accionistes no nord-americans el 2007.
A conseqüència de l'escàndol, l'estructura corporativa es va simplificar. Es van emetre dues classes d'accions ordinàries, A (codi RDSA) i B (codi RDSB), idèntiques però per al tractament fiscal dels dividends.
El novembre de 2004, després d'un període d'agitació causat per la revelació que Shell havia estat exagerant les seves reserves de petroli, es va anunciar que el Grup Shell passaria a una estructura de capital únic, creant una nova empresa matriu que s'anomenaria Royal Dutch Shell plc. amb la seva llista principal a la borsa de Londres (LSE), una llista secundària a Euronext Amsterdam, la seva seu central i residència fiscal a La Haia, Països Baixos i el seu domicili social a Londres. L'empresa es va constituir l'any 2002 com a Forthdeal Limited, una corporació propietat de Swift Incorporations Limited i Instant Companies Limited, ambdues amb seu a Bristol. La unificació es va completar el 20 de juliol de 2005 i els propietaris originals van retirar les seves empreses de les respectives borses. El 20 de juliol de 2005, la Shell Transport & Trading Company plc va ser retirada de la LSE, mentre que la Royal Dutch Petroleum Company ho va ser de la Borsa de Nova York el 18 de novembre de 2005. Les accions de l'empresa es van emetre amb un avantatge de 60/40 per als accionistes de Royal Dutch d'acord amb la propietat original del grup Shell.
Durant la licitació de contractes de serveis petroliers iraquians de 2009, un consorci liderat per Shell (45%) i que incloïa Petronas (30%) es va adjudicar un contracte de producció per al camp petrolífer de Majnoon al sud de l'Iraq, que conté uns 12.600 milions de barrils estimats (2,00×109 m3) de petroli. El contracte de producció "camp West Qurna 1" es va adjudicar a un consorci liderat per ExxonMobil (60%) i incloïa Shell (15%).
El febrer de 2010, Shell i Cosan van formar una empresa conjunta al 50%, Raízen, que comprenia totes les activitats brasileres d'etanol, generació d'energia, distribució de combustible i sucre, i totes les empreses brasileres de distribució de combustible al detall i aviació de Shell. El març de 2010, Shell va anunciar la venda d'alguns dels seus actius, inclòs el seu negoci de gas liquat de petroli (GLP), per cobrir el cost d'un programa de despesa de capital de 28.000 milions de dòlars. Shell va convidar els compradors a presentar ofertes indicatives, amb venciment el 22 de març, amb un pla per recaptar entre 2 i 3 mil milions de dòlars amb la venda. El juny de 2010, Shell va acceptar adquirir tot el negoci d'East Resources per una contraprestació en efectiu de 4.700 milions de dòlars. La transacció va incloure els jaciments de gas tancats d'East Resources.
El 2013 fou condemnada a indemnitzar als agricultors nigerians que havien resultat afectats per fuites de petroli de les seves instal·lacions el 2005 que afectaren la fauna piscícola del delta del Níger, ja que el jutjat va considerar negligent l'actuació de la filial nigeriana pel fet de no poder prevenir el sabotatge que va causar el desastre.
També el 2013, la corporació va començar la venda dels seus actius de gas d'esquist nord-americà i va cancel·lar un projecte de gas de 20.000 milions de dòlars que s'havia de construir a l'estat nord-americà de Louisiana. El gener de 2014 es va nomenar un nou conseller delegat, Ben van Beurden, abans de l'anunci que el rendiment global de la corporació el 2013 era un 38 % inferior al del 2012; com a resultat, el valor de les accions de Shell va caure un 3 %. Després de la venda de la majoria dels seus actius australians el febrer de 2014, la corporació té previst vendre actius per valor de 15.000 milions de dòlars més durant el període previ al 2015, amb acords anunciats a Austràlia, Brasil i Itàlia.
Shell va anunciar el 8 d'abril de 2015 que havia acordat comprar BG Group per 47.000 milions de lliures esterlines (70.000 milions de dòlars EUA), subjecte a l'aprovació dels accionistes i reguladors. L'adquisició es va completar el febrer de 2016, donant com a resultat que Shell va superar Chevron Corporation i es va convertir en la segona companyia petroliera no estatal més gran del món.
El gener de 2017, Shell va acordar vendre actius del Mar del Nord per valor de 2.460 milions de lliures a la firma d'exploració de petroli Chrysaor. El 2017, Shell va vendre els seus actius de sorres petrolieres a Canadian Natural Resources a canvi d'aproximadament el 8,8% de participació en aquesta companyia. El maig de 2017, es va informar que Shell planeja vendre les seves accions de Canadian Natural Resources sortint completament del negoci de sorres bituminoses.
El 5 de novembre de 2017, els Paradise Papers, un conjunt de documents electrònics confidencials relacionats amb la inversió offshore, van revelar que el ministre argentí d'Energia, Juan José Aranguren, gestionava les empreses offshore "Shell Western Supply and Trading Limited" i "Sol Antilles y Guianas". Limited', ambdues filials de Shell. Un és el principal licitador per a la compra de gasoil per part del govern a través de la propietat estatal CAMMESA (Compañía Administradora del Mercado Mayorista Eléctrico).
El 30 d'abril de 2020, Shell va anunciar que reduiria el seu dividend per primera vegada des de la Segona Guerra Mundial, a causa del col·lapse del preu del petroli arran de la reducció de la demanda de petroli durant la pandèmia de la COVID-19. Shell va declarar que els seus ingressos nets ajustats pel cost del subministrament van baixar a 2.900 milions de dòlars en tres mesos fins al 31 de març, en comparació amb els 5.300 milions de dòlars del mateix període de l'any anterior. El 30 de setembre de 2020, l'empresa va dir que retallaria fins a 9.000 llocs de treball com a conseqüència dels efectes econòmics causats per la pandèmia i va anunciar una "àmplia reestructuració". El desembre de 2020, Shell va preveure una altra baixa de 3.500-4.500 milions de dòlars per al quart trimestre a causa de la baixada dels preus del petroli, després d'un deteriorament de 16.800 milions de dòlars en el segon trimestre.
El febrer de 2021, Shell va anunciar una pèrdua de 21.700 milions de dòlars el 2020 a causa de la pandèmia de la COVID-19, tot i reduir les seves despeses operatives en un 12%, o 4.500 milions de dòlars, segons una anàlisi de Morningstar citada per Barron's.
El novembre de 2021, Shell va anunciar que planejava traslladar la seva seu a Londres, abandonar la seva estructura d'accions dobles i canviar el seu nom de Royal Dutch Shell plc a Shell plc. El canvi de nom de l'empresa es va registrar a la Companies House el 21 de gener de 2022.
El desembre de 2021, Shell es va retirar del jaciment petrolier de Cambo, a les illes Shetland, al·legant que "l'argument econòmic per a la inversió en aquest projecte no és prou sòlid en aquest moment". El jaciment petrolier proposat havia estat objecte d'una intensa campanya per part dels ecologistes en el període previ a la cimera COP26 de l'ONU sobre el clima a Glasgow el novembre de 2021.
El 4 de març de 2022, durant la invasió russa d'Ucraïna i enmig del boicot creixent de l'economia russa i les desinversions relacionades, Shell va comprar una càrrega de petroli cru rus amb descompte. L'endemà, després de les crítiques del ministre d'Afers Exteriors d'Ucraïna, Dmytro Kuleba, Shell va defensar la compra com una necessitat a curt termini, però també va anunciar que tenia la intenció de reduir aquestes compres i que destinaria els beneficis de qualsevol petroli rus que comprés en un fons per a l'ajuda humanitària a Ucraïna. El 8 de març, Shell va anunciar que deixaria de comprar petroli i gas russos i tancaria les seves estacions de servei al país.
El 2022, les principals companyies de petroli i gas, inclosa Shell, van informar d'un fort augment dels ingressos i beneficis provisionals. De fet, aquest augment dels beneficis de Shell va ser tan fort, que el 2022 va ser el millor any de la companyia, ja que Shell va registrar el doble dels beneficis del 2021, i el benefici més alt de tota la seva història.